# Fatmakuyu, Tufanbeyli
Fatmakuyu là một xã thuộc huyện Tufanbeyli, tỉnh Adana, Thổ Nhĩ Kỳ. Dân số thời điểm năm 2009 là 57 người.